# 만종초등학교
만종초등학교는 대한민국 강원특별자치도 원주시 호저면 만종리에 있는 초등학교이다.

## 학교 연혁
- 1947년 4월 15일 호저국민학교 만종분교장
- 1953년 4월 3일 만종국민학교 개교식 거행
- 1955년 5월 14일 신축공사 기공식(현 위치)
- 1988년 3월 1일 명신분교 본교에 통폐합
- 1996년 3월 1일 만종초등학교로 개칭
- 1996년 3월 2일 학교 급식 실시
- 1996년 4월 12일 학교 운영위원회 설치 운영
- 2004년 10월 1일 다목적실(슬기샘터) 준공
- 2005년 11월 25일 도서관(지혜의샘) 개관
- 2011년 10월 24일 급식소 준공(현대화 사업)
- 2012년 8월 24일 융합형 특별교실(과학실) 현대화
- 2013년 6월 25일 무지개교실 준공
- 2013년 7월 2일 만종국악오케스트라 창단
- 2017년 3월 1일 제31대 김필교 교장 부임
- 2018년 2월 9일 제65회 졸업식(졸업생10명, 총 3316명 배출)
- 2018년 3월 2일 2018학년도 입학식(신입생 12명)
- 2019년 1월 11일 제66회 졸업식(졸업생16명, 총 3332명 배출)
- 2019년 3월 4일 2019학년도 입학식(신입생 13명)

## 참고 자료
- 만종초등학교 - 한국교육학술정보원 학교알리미